# Христианизация Моравии

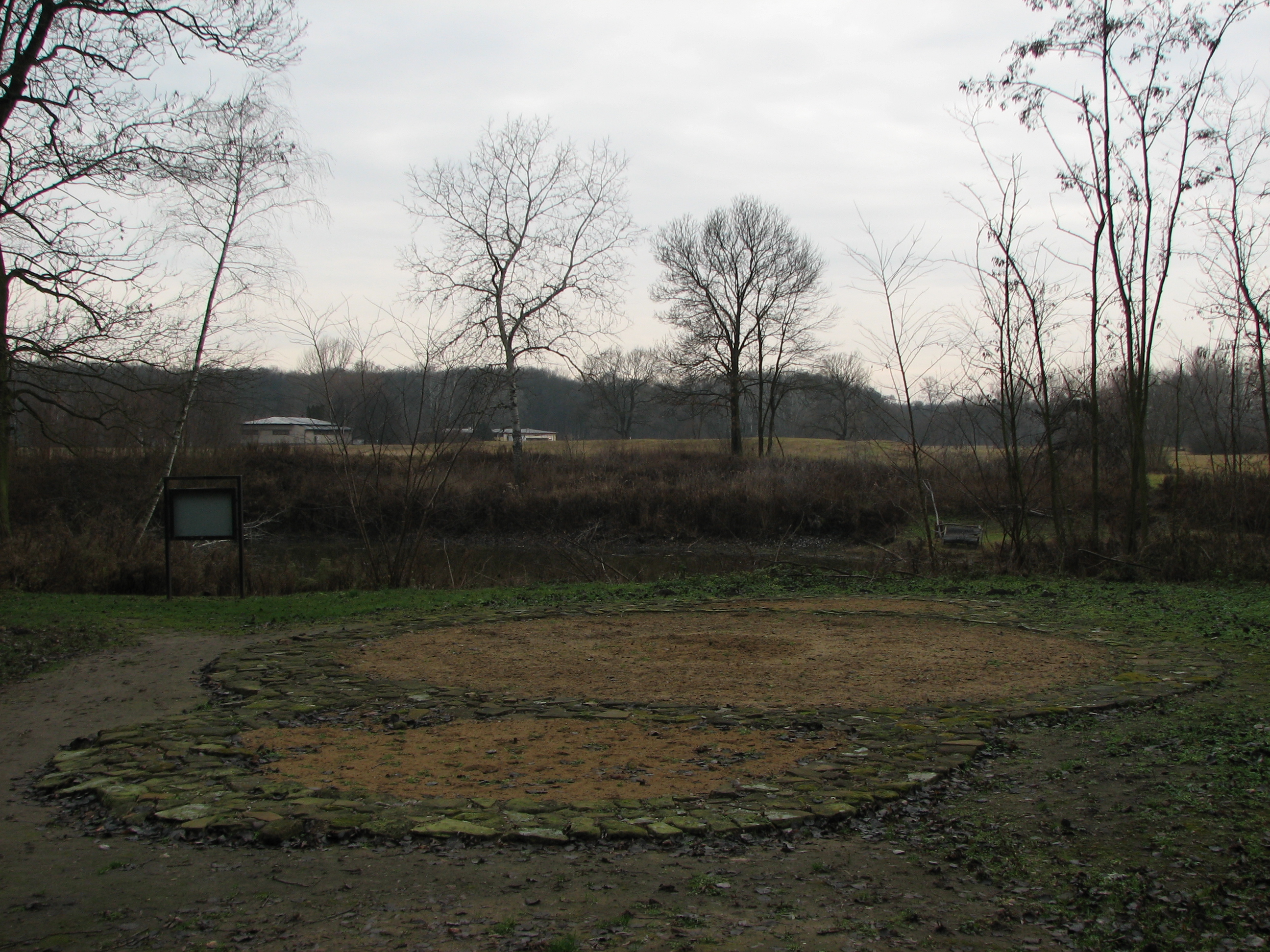
Остатки церкви того периода Великой Моравии на объекте всемирного наследия Археопарк Микульчице в Микульчице в центре участка Валы, Чехия

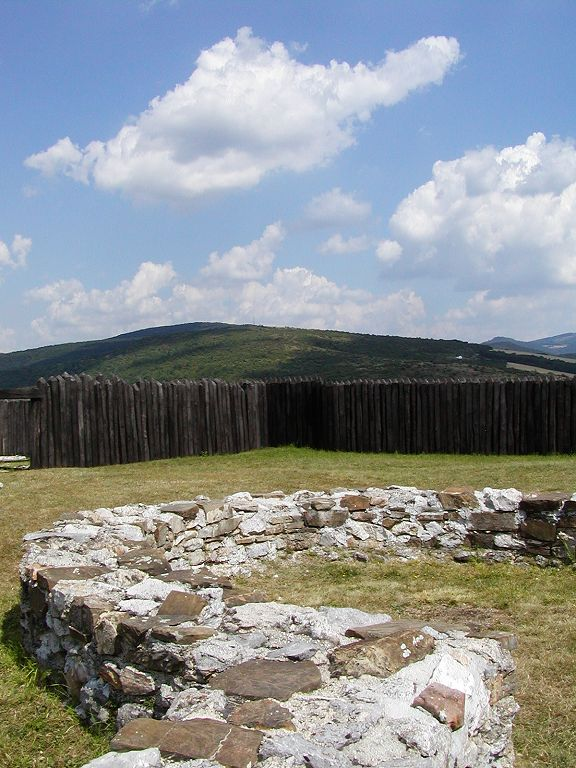
Руины великоморавской крепости в Дуцове, Словакия

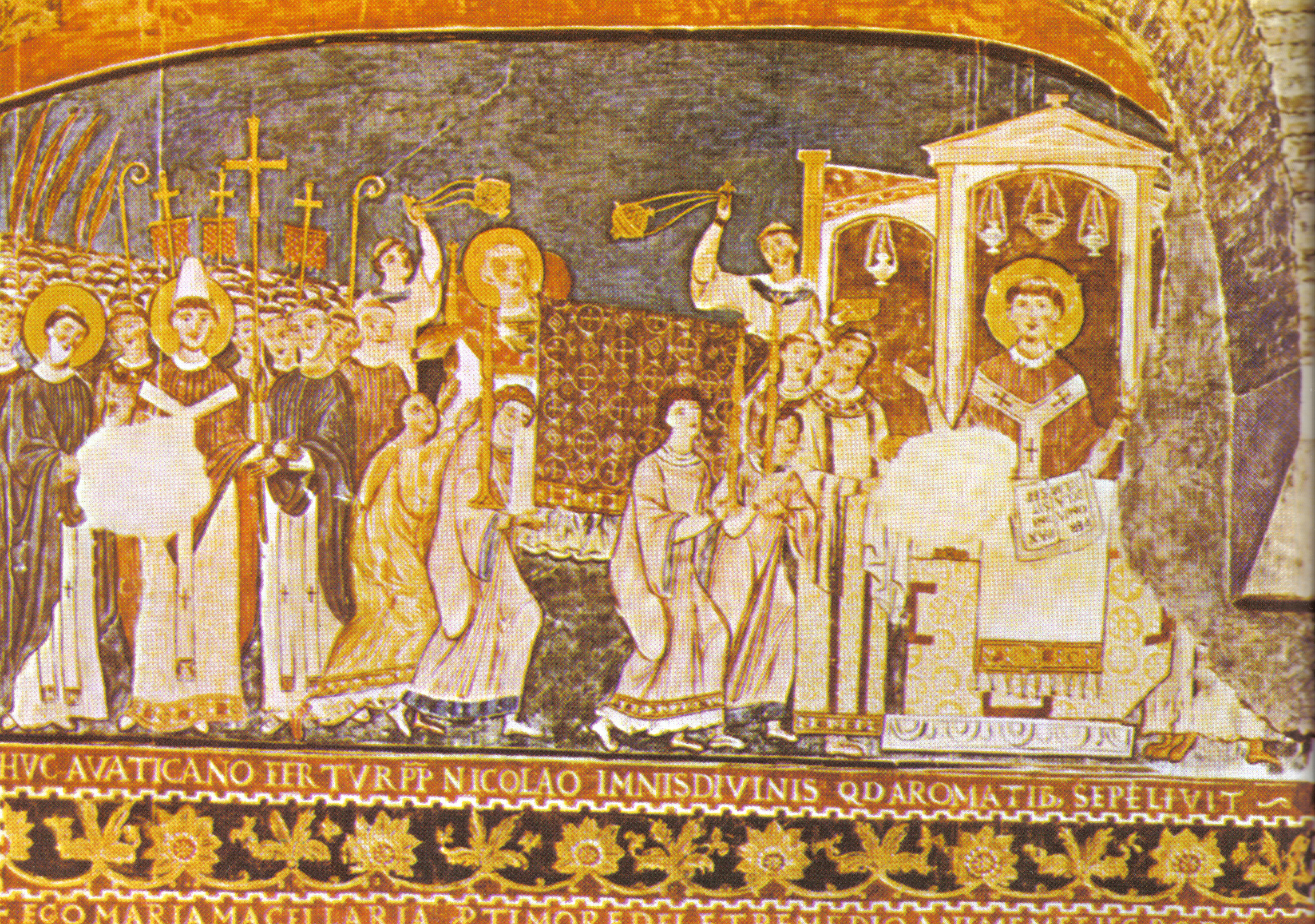
Святые Кирилл и Мефодий в Риме

Христианизация Моравии относится к распространению христианской религии на землях средневековой Моравии (Великой Моравии).

## После вторжения франков
То, что современные историки называют Великой Моравией, было славянским государством, существовавшим в Центральной Европе примерно с 830 года до начала X века. Территория Великой Моравии была первоначально евангелизирована миссионерами, прибывшими из Франкской империи или византийских анклавов в Италии и Далмации с начала VIII века, а иногда и раньше. Миссии приходили из нескольких центров — ирландско-шотландские, из Баварии (т. е. Зальцбург, Пассау и Регенсбург), из адриатической области, которая была под руководством Аквилейского патриархата. Житие Мефодия тоже свидетельствует о миссии из Греции до Кирилла и Мефодия. Влияние Аквилейского патриархата может быть представлено трехнефной базиликой и церковью Микульчицы X в Микульчице. Й. Цибулька атрибутировал основную часть церкви в Модра, за исключением колонн, к ирландско-кельтскому (островному) типу храма. В первой половине IX века Великая Моравия юридически входила в состав епископства Пассау. Христианство распространялось в градах и принималось, прежде всего, местной правящей элитой. Церковь в местечке «На Валах» в Старе-Месте была охарактеризована Й. Цибулькой как сооружение похожее по форме на храмы, распространенными между Паннонией и Черноморским побережьем. Но особенно часто такой тип встречается на территории ближайшего соседа Великой Моравии — в Первом Болгарском царстве. По своей форме церковь «На Валах» аналогична церкви Микульчицы IV в Микульчице, церкви в Поганьско под Бржецлавом, и храму в Старе-Месте в «Шпиталки». Все они были возведены во второй половине IX века.
Епархии Пассау было поручено создать в Моравии церковную структуру. Первая христианская церковь западных и восточных славян, известная письменным источникам, была построена в 828 году Прибиной, правителем и князем Нитранского княжества, хотя, вероятно, сам он являлся язычником, в его владениях под названием Нитрава (ныне Нитра, Словакия). Первый моравский правитель, известный по имени, Моймир I, был крещён в 831 году Регинаром, епископом Пассау. Из-за внутренней борьбы между моравскими правителями Моймир был свергнут Ростиславом в 846 году; поскольку Моймир был связан с франкским католицизмом, Ростислав попросил поддержки у Византийской империи и присоединился к православию.
Несмотря на формальную поддержку со стороны элиты, великоморавское христианство было описано как содержащее многие языческие элементы ещё в 852 году.

## Миссия Кирилла и Мефодия
Важной вехой в христианизации Моравии традиционно считается влияние византийских братьев-миссионеров святых Кирилла и Мефодия, прибывших в Моравию в 863 году. Кирилл перевёл литургию и перикопы с латинского языка на славянский язык с использованием особого алфавита Глаголицы. Перевод стал основой старославянского языка, что дало начало популярной славянской церкви, успех которой быстро превзошёл ранее испытывающие трудности римско-католические миссии с их иностранными немецкими священниками и латинскими богослужениями. Несколько лет спустя соседнее герцогство Богемия также было обращено, его правитель крестился в 867 году (христианизация Моравии коснётся и Польши, которая была христианизирована столетием позже, и где моравские миссионеры были одними из первых евангелизаторов). Ко времени прибытия в Великую Моравию Кирилла и Мефодия у моравлян уже была своя моравская христианская терминология и она сохранилась в церковнославянском языке в виде моравизмов.
Вскоре Ростиславу удалось создать церковь, независимую как от немцев, так и от Константинополя, подчинённую непосредственно Римскому престолу. Было учреждено новое архиепископство Паннонии и Моравии, первым архиепископом которого стал Мефодий. Римские папы, обычно из местных италийцев, конфликтовали с набиравшими силу императорами из германских династий, и их соперничество, в последствии привело к жёсткой борьбе за инвеституру.

## Последствия вторжения венгров
После смерти Ростислава и его преемника Святополка I, Моравия была разделена между своими соседями (Германия, Богемия и Венгрия). Славянская церковь пришла в упадок, и была подчинена другим церковным центрам. Ряд изгнанных славянских священников нашли убежище в Болгарии, где продолжили использовать (и значительно преобразовали) богослужебные наработки моравской епархии в образовании Болгарской православной церкви.
Б. Я. Рамм считал, что христианство проникало на Русь не только со стороны Византии, но и со стороны Моравии, Болгарии и Чехии, которые ранее сами восприняли новую религию из Византии.